# Superkracht

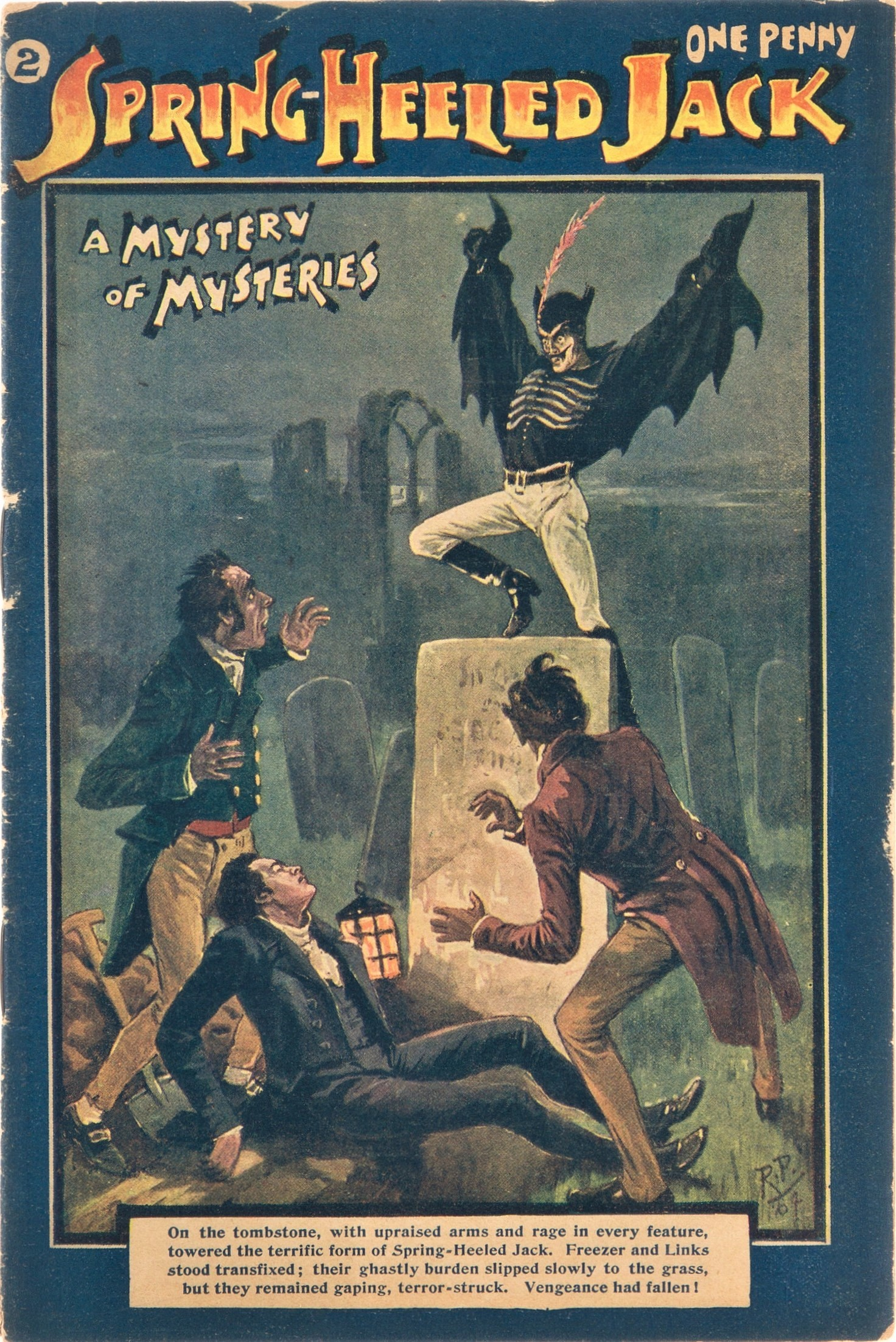
Springheeled Jack: de eerste super(anti)held, half demoon, half technicus

Superkracht is een kracht die superhelden en superschurken hebben.
Al in de Oudheid duiken er verhalen op van helden die bovenmenselijke krachten hebben: Gilgamesj, Herakles en Samson zijn bekende voorbeelden. Typisch voor deze vermogens is dat ze een overwegend fysiek karakter hebben: een held onderscheidt zich vooral door een sterk lichaam. Soms ook verwerft iemand speciale krachten door een magisch voorwerp, bijvoorbeeld Gyges die zoals Herodotus verhaalt onzichtbaar kon worden door een ring. De krachten zijn vooral aangeboren, soms vanuit een goddelijke afkomst: de held is dan een halfgod. Ook kan een magische behandeling krachten overdragen. Achilles wordt (bijna) onkwetsbaar doordat zijn moeder Thetis zijn lichaam in de Styx dompelt. Daarbij houdt ze hem vast aan zijn hielen (omdat die dus niet in aanraking komen met het water, blijven het kwetsbare plekken, vandaar de naam achilleshiel). 
In de Middeleeuwen verschuift de klemtoon echter naar de spiritualiteit: de mensen met bovennatuurlijke vermogens zijn nu de heiligen die wonderen kunnen verrichten door hun vroomheid, dus hun geestelijke voortreffelijkheid. Ook de wereldlijke helden uit die tijd zijn eerder dapper dan sterk. Nog in de Renaissance wordt de reus Pantagruel door Rabelais meer als een komische antiheld beschreven.
In de negentiende eeuw vindt er een overgang plaats van het bovennatuurlijke en geestelijke naar het meer fysieke, maar nu wordt de simpele biologische superioriteit aangevuld door fantastische extrapolaties van technologische en natuurkundige ontwikkelingen. Een mooi voorbeeld hiervan is Spring Heeled Jack die vanaf 1837 in Engeland waargenomen wordt en waarvan de perceptie een mengsel is van de concepten van demoon en superheld. Zijn vermeende vermogens worden al snel niet meer verklaard door magische krachten maar door technische snufjes: zijn speciale springlaarzen. Er ontstaat een pulplectuur waarin hij de rol van held speelt.
In de twintigste eeuw wordt de volgende stap gezet: de speciale krachten worden niet alleen als aanvulling door de techniek verschaft, zoals nog bij Batman, de biologische kracht zelf van de superheld wordt nu door de wetenschap verklaard of veroorzaakt: hij is een mutant, zoals de X-men of een resultaat van een experiment, zoals Spider-Man en de Hulk. Nog nauwer wordt de band met de wetenschap als de krachten niet meer een overdrijving zijn van de normale spierkracht maar een omzetting van het oude idee van magische vermogens tot een beheersing van alle natuurkrachten die de fysica ontdekt heeft, desnoods uitgebreid met een paar verzonnen fenomenen. Het lichaam van de superheld is zijn eigen magisch voorwerp geworden: het is onverwoestbaar, kan vliegen, door muren lopen, stralen uitzenden of de aard van materie veranderen. De oude goddelijke afkomst duikt weer op, maar in de vorm van een buitenaardse oorsprong: Superman komt van een andere planeet. De spirituele kracht van de Middeleeuwen is vervangen door paranormale vermogens als telepathie en telekinese.
Aangezien beperkingen verhaaltechnisch beter werken dan almacht, kwamen de schrijvers er al snel toe om iedere held zijn specialiteit te geven, zodat hij niet alles kan — en als tegenhanger van de superkracht zelfs een speciale superkwetsbaarheid: Superman kan bijvoorbeeld uitgeschakeld worden door kryptoniet, net zoals Achilles zijn kwetsbare hiel had.